# Geron philippinensis
Geron philippinensis är en tvåvingeart som beskrevs av Neal L. Evenhuis och Arakaki 1980. Geron philippinensis ingår i släktet Geron och familjen svävflugor.
Artens utbredningsområde är Filippinerna. Inga underarter finns listade i Catalogue of Life.